# Matfre Ermengau
Matfre Ermengau (auch: Ermengaud; * im 13. Jahrhundert in Béziers; † 1322) war ein französischer Troubadour altokzitanischer Sprache.

## Leben und Werk
Matfre Ermengau, von dem nur bekannt ist, dass er Jurist war und möglicherweise dem Dritten Orden der Franziskaner angehörte, schrieb unter dem Titel „Brevier der Liebe“ (Breviari d’amor) in altokzitanischer Sprache eine Art Welt-Enzyklopädie unter dem Gesichtspunkt der Liebe. Sie besteht aus 34597 Versen und 355 Kapiteln und ist in 7 Teile untergliedert: 1. Prolog, 2. Gott, 3. Schöpfung (Engel, Dämonen, Naturwissenschaften, Kosmos, Chronologie, Anthropologie), 4. Rechtsordnung (mit Rechten und Pflichten), 5. Glaube (Ethik, Leben Christi, Apostel), 6. Liebe zwischen Mann und Frau, 7. Gefährliche Abhandlung von der Damenliebe (Traité Périlleux de l’Amour des Dames). Dieser letzte Teil besteht aus Gerichtsverfahren mit Gutachten und Ratschlägen. Dabei wirken drei Parteien, Liebhaber, Damen und Verleumder, wobei Matfre selbst den Richter spielt und Ratschläge gibt. Die Aussagen der Parteien bestehen aus 267 Zitaten, die den Werken der Troubadours entnommen sind.
Das Werk, das im Mittelalter sehr verbreitet war, wurde in moderner Zeit erstmals 1862 von Gabriel Azaïs herausgegeben. Seit 2023 liegt auch die große Ausgabe in 5 Bänden von Peter Thomas Ricketts (1933–2013) auf der Basis zahlreicher Manuskripte vollständig vor. Ein geplanter 6. Band soll das Glossar enthalten.

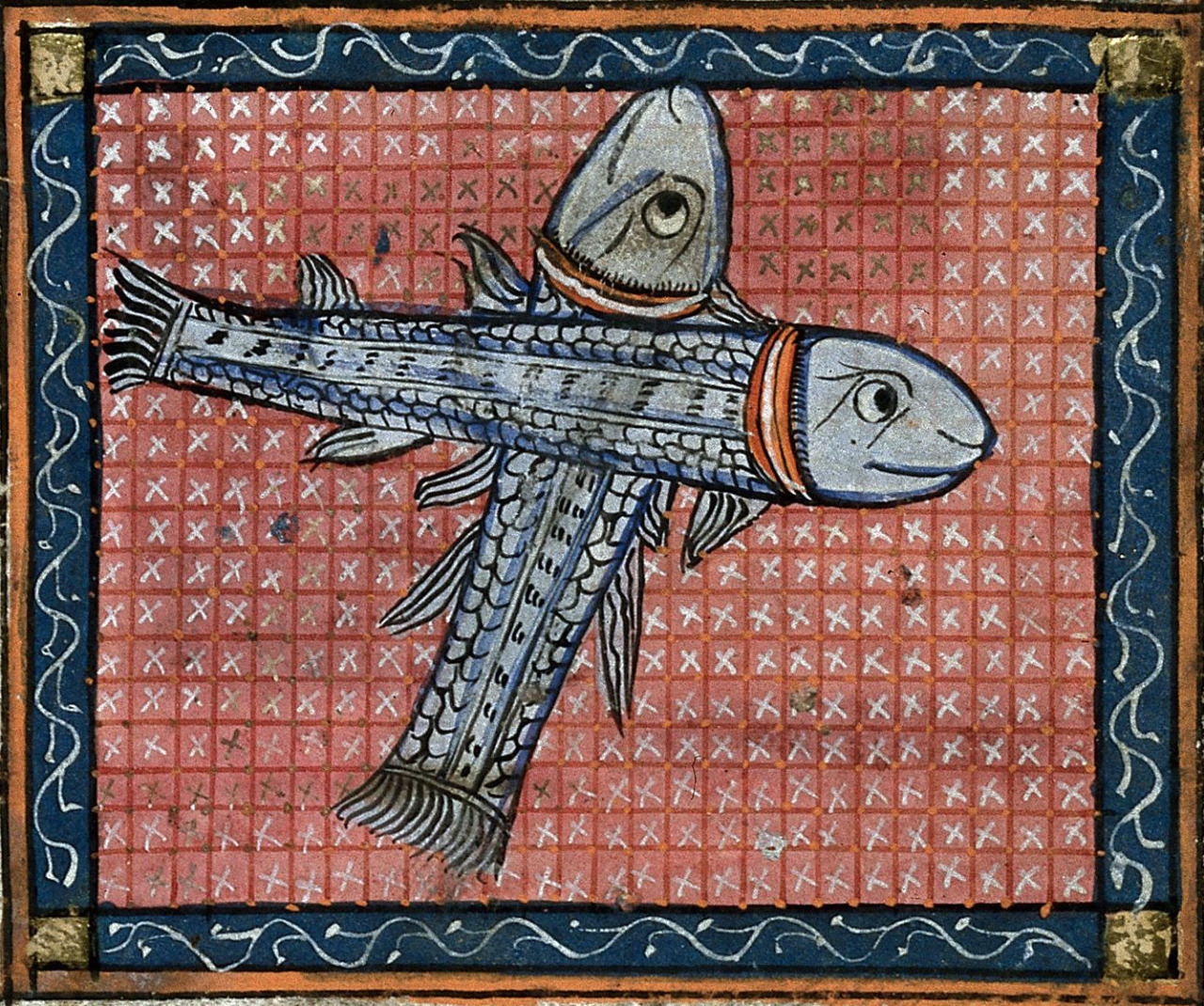
Ausschnitt aus dem Breviari d’Amor

## Werke
- Le breviari d’amor de Matfre Ermengaud, suivi de sa lettre à sa sœur, publié par la Société archéologique, scientifique et littéraire de Béziers. Introduction et glossaire par Gabriel Azaïs. 2 Bde. Franck, Paris und Leipzig 1862. Slatkine, Genf 1977.
  - Le Breviari d’amor de Matfre Ermengaud. Hrsg. Peter Thomas Ricketts. 5 Bde. Turnhout, Brepols.
    - 1. Introduction. 2023. (von Cyril P. Hershon, 1937–2019; Vorwort von Peter Ricketts; Textrevision von Dominique Billy)
    - 2. 1989.
    - 3. 1998.
    - 4. 2004.
    - 5. 1976. 2. Auflage. 2011.

  - (französisch) Matfre Ermengau de Béziers: Le bréviaire d’Amour. Éditions du Mont, Cazouls-lès-Béziers 2018. (übersetzt von Henri Barthès mit der Unterstützung von Peter T. Ricketts, Dominique Billy und Gilles Bancarel; Vorwort von Jean-Marie Carbasse)
  - (Auszug) Die Troubadourzitate im Breviari d’Amor. Kritische Ausgabe der provenzalischen Überlieferung. Hrsg. Reinhilt Richter. S.T.E.M., Modena Mucchi 1976.